# Llista de Swadesh en llengües otomang
La llista de Swadesh en llengües otomang permet una comparació del vocabulari bàsic d'aquesta família de llengües. Aquest article repeteix la llista de Swadesh de 100 termes per a diferents llengües otomang classificades per categories gramaticals (els nombres són el nombre en la llista de Swadesh).

## Llista curta de Swadesh
A continuació es reprodueix la llista de Swadesh, la transcripció fonològica s'ha adaptat lleugerament a partir de les fonts citades per fer més senzilla la comparació. Freqüentment s'usa l'alfabet llatí o l'alfabet fonètic internacional excepte en uns pocs casos on s'han introduït signes especials, aquests signes especials són:
Africades: alveolar /c/ (=AFI: /ʦ/), palatal /č/ (=AFI: /ʧ/)
Fricatives: palatal /š/ (=AFI: /ʃ/)
Vocals llargues: /aa, ee, ii, oo, uu/ (=AFI: /aː, eː, iː, oː, uː/)

### Pronoms i quantificadors
|                          | Català               | Otopame                | Otopame                 | Zapoteca            | Zapoteca                             | Mixteca                           | Mixteca     |
| Matlazinca d' Oxtotilpan | Català               | Otomí de Cuexcontitlán | Chatino de la Zona Alta | Zapoteco de l'Istme | Mixteca de la frontera Puebla-Oaxaca | Mixteca del Xochapa               |             |
| ------------------------ | -------------------- | ---------------------- | ----------------------- | ------------------- | ------------------------------------ | --------------------------------- | ----------- |
| 1                        | jo                   | kakí                   | nugó                    | naʔ4                | naa                                  | ná na3                            | yeʔe        |
| 2                        | tu                   | kačí                   |                         | nuʔwĩ³²             | lii                                  | ro ɾo¹                            | yóʔó        |
| 3a                       | nosaltres (EXCLUSIU) | kakhówi                | núkʔigé                 | ware23              | laadu                                | ndehe nde².ʔe²                    | ndeʔe       |
| 3b                       | nosotros (INCLUSIU)  | kakwéwi                | nugohi                  | nã23                | laanu                                | yoho ʒo².ʔo²                      | yóó         |
| 4                        | aqueste              | ninhí                  | nunʌ                    | nde23               | riʔ                                  | xian ʃiã12                        |             |
| 5                        | aqueix / aquell      | titʔí                  | nuka                    | kwa4                | ka                                   | suan suã12                        |             |
| 6                        | qui                  | wantʔəwi               | to                      | lka23nu4            |                                      | návi na3.vi²                      | unkú na     |
| 7                        | què                  | tʔání                  | te                      | čaʔ23               |                                      | uncu ũŋ¹.ku²                      | unkú ya     |
| 8                        | no                   | šóko                   | hina                    | siʔi²               |                                      | coho ko¹.ʔo¹                      | koó         |
| 9                        | tot(s)               | teʔsohə                | gɔtho                   | čga23               | irá                                  | dendihi de².ndi².ʔi² tacá ta¹.ka3 | ndiʔi       |
| 10                       | molts                | pəkhi                  | ndunthi                 | kaʔã³²              | stale                                | cuaha                             | kuaʔá, kini |

### Numerals i adjectius
|                          | Català     | Otopame                | Otopame                 | Zapoteca            | Zapoteca                             | Mixteca             | Mixteca |
| Matlazinca d' Oxtotilpan | Català     | Otomí de Cuexcontitlán | Chatino de la Zona Alta | Zapoteca de l'Istme | Mixteca de la frontera Puebla-Oaxaca | Mixteca del Xochapa |         |
| ------------------------ | ---------- | ---------------------- | ----------------------- | ------------------- | ------------------------------------ | ------------------- | ------- |
| 11                       | un         | ráwi                   | na                      | ska23               | tobi                                 | iin                 | iin     |
| 12                       | dos        | ʔíwi                   | ʔyóhó                   | tukwa³²             | čupa                                 | úi                  | uvi     |
|                          | tres       | ró-šu                  | ñú                      | snã4                | čonna                                | úni                 | uni     |
|                          | quatre     | ró-kunhówi             | góhó                    | hakwa43             | tapa                                 | kúmi                | kumí    |
|                          | cinc       | ró-kút'a               | yĭi                     | kiʔyu³²             | kaayuʔ                               | uhu                 | uʔun    |
| 13                       | gran       | máyə                   | ndihté                  | tlyu45 tnum23       | roʔ                                  | káhnú               | káʔnú   |
| 14                       | llarg, alt | šúbayé                 | mă                      | tukwĩ³²             |                                      | kaani               | nanu    |
| 15                       | petit      |                        |                         |                     | nuiiniʔ                              | -tí                 | válí    |

### Humans, animals i plantes
|                          | Català  | Otopame                | Otopame                 | Zapoteca            | Zapoteca                             | Mixteca            | Mixteca |
| Matlazinca d' Oxtotilpan | Català  | Otomí de Cuexcontitlán | Chatino de la Zona Alta | Zapoteca de l'Istme | Mixteca de la frontera Puebla-Oaxaca | Mixteca de Xochapa |         |
| ------------------------ | ------- | ---------------------- | ----------------------- | ------------------- | ------------------------------------ | ------------------ | ------- |
| 16                       | dona    | wešúwi                 | ʔbɛhñʌ                  | hwnaʔã23            | gunaa                                | ña²han3            |         |
| 17                       | home    | wéhma                  | ñíhí                    | nu4 kiʔyu23         |                                      | cha                |         |
| 18                       | persona |                        |                         |                     | binni                                | ñuu, ñayívi        |         |
| 19                       | peix    |                        | hwá                     | kula²               | benda                                |                    |         |
| 20                       | ocell   | rúthaní                | cʔíncʔi                 | kinyi³²             |                                      | dzáa               |         |
| 21                       | gos     | síní                   | ʔyóʔ                    | šneʔ45              | biʔkuʔ                               | dzihina            |         |
| 22                       | poll    | t'o                    | tʔŏni                   | kwityĩ23            |                                      | nchucu             |         |
| 23                       | arbre   | sá                     | šicʔo                   | yka²                |                                      | yúnu               |         |
| 24                       | llavor  | tá                     | ndŏ                     | nguta²              |                                      | nuní               |         |
| 25                       | fulla   | nimhí                  | ší                      | lkaʔ23              | bandaga                              | ndáha yúnu         |         |
| 26                       | arrel   | čəsí                   | ʔyí                     | kitše² su:³² yka²   |                                      | yoho yúnu          |         |
| 27                       | escorça | šíhiší                 | ší                      | tahã43              | gidiladi yaga                        | ñíí yúnu           |         |
| 28                       | pell    | šipáari                | šiphaní                 | kihĩ23              | gidiladi                             | níí                |         |
| 29                       | carn    | ríní                   | ngí                     | kunaʔ³²             | beela                                | cuñu               |         |
| 30                       | sang    | číhabí                 | khí                     | tnẽ21               | rini                                 | ñiñi               |         |
| 31                       | os      | k'áró                  | ndŏyoʔ                  | tihyã21             |                                      | iqui               |         |
| 32                       | greix   | búhpawi                | căcí                    | tã:45               |                                      | xahan              |         |
| 33                       | ou      | nhótó                  | hióyʌ                   | skuwe³²             | dxita                                | ndɨvi              |         |
| 34                       | banya   |                        |                         |                     |                                      | ndɨqui quɨtí       |         |
| 35                       | cua     |                        |                         |                     |                                      | suhma quɨtí        |         |
| 36                       | pluma   | šíphikí                | ší                      | kityĩ³²             |                                      | tuhun-tí           |         |
| 37                       | pell    | šínu                   | štẵ                     |                     |                                      | ixi                |         |
| 38                       | cap     | nú                     | ñá                      |                     |                                      | xini yo            |         |
| 39                       | oreja   | či                     | gũ                      |                     |                                      | soho yo            |         |
| 40                       | ull     | tá                     | dɔ                      |                     |                                      | nuu yo             |         |
| 41                       | nas     | máši                   | šíñú                    |                     |                                      | kutu yo            |         |
| 42                       | boca    | ná                     | né                      |                     |                                      | yuhu yo            |         |
| 43                       | llengua | čúní                   | khʌhné                  |                     |                                      | yaa yo             |         |
| 44                       | dent    | síbi                   | čǐ                      |                     |                                      | udnun yo           |         |
| 45                       | colze   |                        |                         |                     |                                      | xuu yo             |         |
| 46                       | peu     | mo                     | wá                      |                     |                                      | jaha yo            |         |
| 47                       | genoll  | núməní                 | ñahmú                   |                     |                                      | xini jɨtí yo       |         |
| 48                       | mà      | yé                     | ʔyé                     |                     |                                      | ndáha yo           |         |
| 49                       | ventre  |                        |                         |                     |                                      | tɨxin yo           |         |
| 50                       | coll    | tékʔiʔrí               | nkʔǒthé                 |                     |                                      | sucun yo           |         |
| 51                       | pits    | čuʔú                   | ʔbá                     |                     |                                      | ndódo yo           |         |
| 52                       | corazón | yá                     | (kuɾʌsón)               |                     |                                      | añú                |         |
| 53                       | fetge   | pəti                   | yá                      |                     |                                      | stajahá            |         |

### Objectes i fenòmens naturals
|                          | Català   | Otopame                | Otopame                 | Zapoteca            | Zapoteca                             | Mixteca             | Mixteca |
| Matlazinca d' Oxtotilpan | Català   | Otomí de Cuexcontitlán | Chatino de la Zona Alta | Zapoteco de l'Istme | Mixteco de la frontera Puebla-Oaxaca | Mixteco del Xochapa |         |
| ------------------------ | -------- | ---------------------- | ----------------------- | ------------------- | ------------------------------------ | ------------------- | ------- |
| 71                       | sol      |                        |                         |                     |                                      | ndikahndíí          | ñuʔu    |
| 72                       | lluna    |                        |                         |                     |                                      | yoo                 | yoó     |
| 73                       | estrella |                        |                         |                     |                                      |                     | kìmì    |
| 74                       | aigua    |                        |                         |                     |                                      | nduča               | tìkuíì  |
| 75                       | pluja    |                        |                         |                     |                                      | davi, savi          | saví    |
| 76                       | pedra    |                        |                         |                     |                                      | yuu                 | yuú     |
| 77                       | arena    |                        |                         |                     |                                      | ñítí                |         |
| 78                       | terra    |                        |                         |                     |                                      | ñuhun, ñuu          | ñuʔú    |
| 79                       | núvol    |                        |                         |                     |                                      | vikó                | vikó    |
| 80                       | fum      |                        |                         |                     |                                      | ñuhma               |         |
| 81                       | foc      |                        |                         |                     |                                      | ñuhun               | ñuʔu    |
| 82                       | cendra   |                        |                         |                     |                                      | yáa                 |         |
| 83                       | cremar   |                        |                         |                     |                                      | kahmi               | kaʔmi   |
| 84                       | camí     |                        |                         |                     |                                      | iči                 | ičí     |
| 85                       | muntanya |                        |                         |                     |                                      | yúku                | ikú     |